# Frankfurt Grand Prix 1981
Il Frankfurt Grand Prix 1981 è stato un torneo di tennis giocato sintetico indoor. È stata la 2ª edizione del torneo, che fa parte del Volvo Grand Prix 1981. Si è giocato a Francoforte in Germania dal 30 marzo al 5 aprile 1981.

## Campioni

### Singolare maschile
John McEnroe ha battuto in finale  Tomáš Šmíd con il punteggio di 6–2, 6–3

### Doppio maschile
Brian Teacher /  Butch Walts hanno battuto in finale  Vitas Gerulaitis /  John McEnroe con il punteggio di 7–5, 6–7, 7–5